# Vanguardia (Schiff)
Die Vanguardia ist ein Bergungsschiff der uruguayischen Marine, das von 1976 bis 1990 als Otto von Guericke (Kennung: A 46) für die Volksmarine eingesetzt war. Seit 1992 ist das Schiff als ROU 26 Vanguardia in Uruguay im Dienst.

## Entwurf
Die Otto von Guericke war die Baunummer 3 der auf der Nord-Werft in Danzig gebauten Piast-Klasse (Projekt 570), einem Bergungsschiff auf der Basis der ebenfalls in Polen für die sowjetische Marine gebauten Vermessungsschiffe der Moma-Klasse (Projekt 861).
Die Ausrüstung des Schiffes bestand aus Feuerlöschmonitoren, Fremdlenzanlagen, Werkstätten, einer Schleppvorrichtung, einer Dekompressionskammer und einer aussetzbaren Taucherglocke an der Backbordseite. Von den polnischen Schwesterschiffen Piast und Lech unterschied sich die Otto von Guericke lediglich durch andere Radarantennen.

## Einsatz

### Volksmarine
In den Jahren 1979 und 1981 begleitete die Otto von Guericke das Schulschiff Wilhelm Pieck auf ihren Mittelmeerreisen. Weitere Einsätze erfolgten mit anderen Hilfsschiffen des Warschauer Pakts oder im Rahmen von Geschwaderfahrten bis in den Nordatlantik.
Die Otto von Guericke wurde von der Bundesmarine nicht übernommen und zunächst aufgelegt. Im Oktober 1991 wurde sie über die VEBEG an die Uruguayische Marine verkauft.

### Uruguayische Marine
Auf der Neptun Werft wurde das Schiff vor der Reaktivierung überholt und am 18. Dezember 1991 in Rostock als Vanguardia in Dienst gestellt.
Die Vanguardia wird als Versorgungsschiff für die Base Científica Antártica Artigas auf King George Island eingesetzt und erreichte die Station am 10. Januar 1993 zum ersten Mal. Mit ihrer Wetterstation sammelt sie darüber hinaus meteorologische und Eisbergdaten.